# Гварини-Санта Марина II (Авелино)
Гварини-Санта Марина II је насеље у Италији у округу Авелино, региону Кампанија.
Према процени из 2011. у насељу је живело 59 становника. Насеље се налази на надморској висини од 619 м.